# Tipula parva
Tipula parva är en tvåvingeart som beskrevs av Friedrich Hermann Loew 1858. Tipula parva ingår i släktet Tipula och familjen storharkrankar. Inga underarter finns listade i Catalogue of Life.